# Siegfried Wolf (Manager)

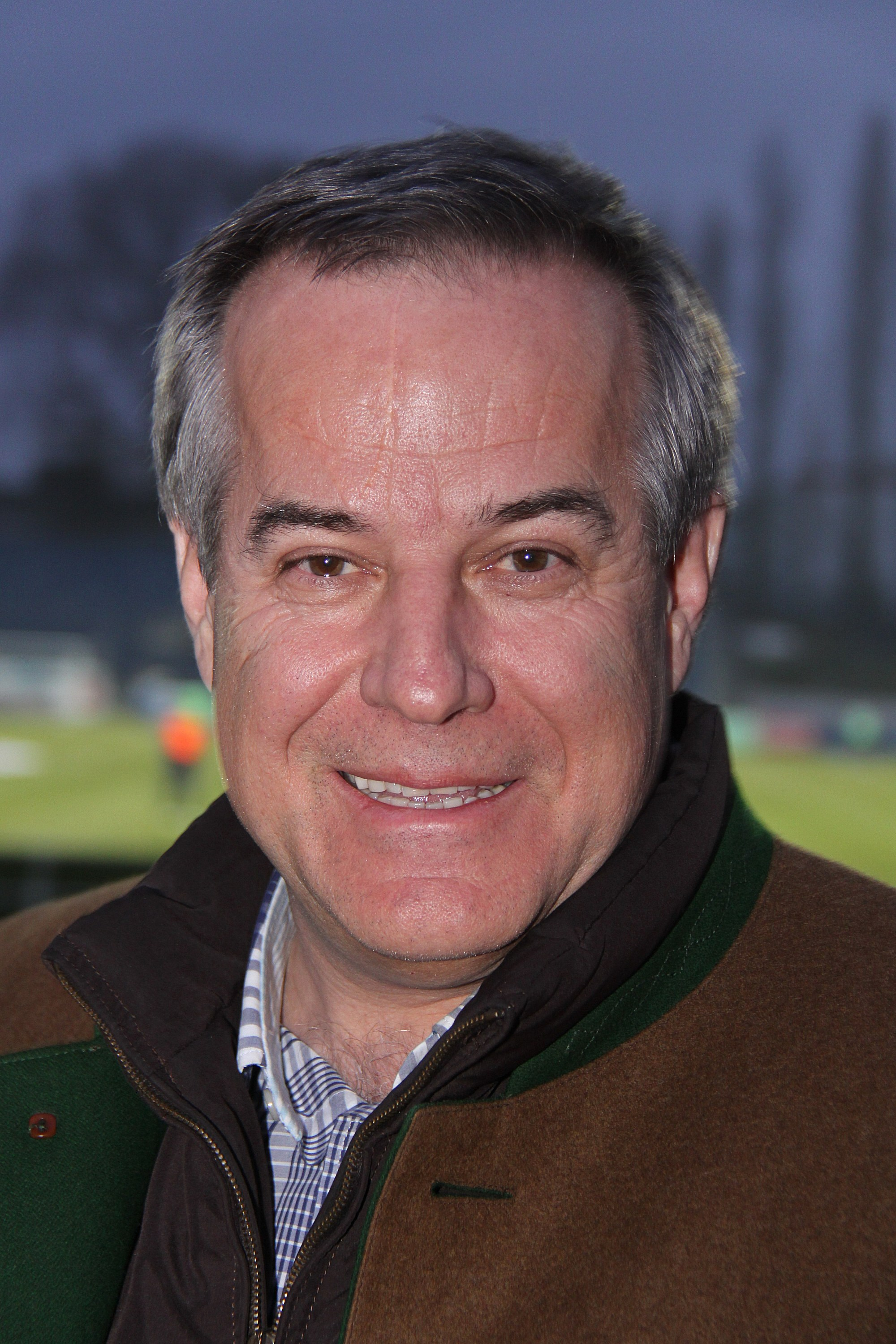
Siegfried Wolf (2013)

Siegfried Wolf (* 31. Oktober 1957 in Feldbach) ist ein österreichischer Manager.

## Leben

### Herkunft und Ausbildung
Wolf wurde in Feldbach in der Oststeiermark geboren, wo er auch aufwuchs. Seine Eltern waren Landwirte, die gemeinsam mit ihren insgesamt sieben Kindern den Bauernhof bewirtschafteten. Er absolvierte von 1981 bis 1985 die Höhere Technische Lehranstalt für Maschinenbau-Betriebstechnik am TGM (Abschlussklasse AB85b). Er tat dies neben seiner Lehre in Form einer Abendschule. Abschließend legte er die Meisterprüfung ab. Anschließend erwarb er über eine weiterführende Ausbildung und Praxis die Standesbezeichnung Ingenieur.

### Berufliche Laufbahn
Nach seiner Ausbildung zum Werkzeugmachermeister bei Philips arbeitete er im Bereich der Qualitätssicherung der Firma. Ab 1981 war er bei den Vereinigten Metallwerken in Wien (siehe: AMAG Austria Metall) tätig, wo er die Leitung im Bereich Feinmessraum sowie danach die stellvertretende Leitung wiederum in der Qualitätskontrolle innehatte.
Seine nächste Station war zwischen 1983 und 1995 die Firma Hirtenberger AG. Dort arbeitete er sich zunächst vom Abteilungsleiter im Bereich Qualitätswesen zum Bereichsleiter hoch. Nachdem Wolf anschließend die Funktion des Betriebsleiters innegehabt hatte, war er schlussendlich Werksdirektor und Gesamtprokurist.
1995 wechselte er ins Unternehmen von Frank Stronach zu Magna. Zunächst war Siegfried Wolf bis 2001 Präsident der Magna Europa AG, ab 1999 war er auch stellvertretender Vorsitzender der Magna International Inc. 2001 übernahm Wolf dann die Funktion des Präsidenten und des Vorsitzenden der Magna Steyr AG. Ein Jahr später wechselte Wolf schließlich in den Vorstand von Magna International, wo er bis 2005 den Posten des stellvertretenden Vorsitzenden einnahm. Im April 2005 erfolgte schließlich seine Beförderung zum Chief Executive Officer (gemeinsam mit dem Kanadier Donald Walker) der Magna International Inc., nachdem der bisherige Vorsitzende Frank Stronach diesen Posten zurückgelegt hatte.
Im September 2010 gab er sein Ausscheiden bei Magna per 15. November 2010 bekannt, um als Aufsichtsratsvorsitzender von Oleg Deripaskas „Russian Machines“ tätig zu werden. Ebenfalls im Aufsichtsrat saß er ab 2007 bei der Baufirma Strabag, wo er sich 2015 zurückzog. Ab Juni 2014 war Siegfried Wolf auch Aufsichtsratspräsident der Österreichischen Industrieholding AG (ÖIAG). Seit der Umwandlung der ÖIAG in die OeBIB und der damit einhergehenden Auflösung des Aufsichtsrats im Jahr 2015 hat er dieses Amt nicht mehr inne. Außerdem ist er Aufsichtsratsvorsitzender der Sberbank Europe AG, einer Europa-Tochter der größten russischen Bank, der Sberbank. Im Jänner 2016 wurde er mit dem russischen Orden der Freundschaft ausgezeichnet.
Seit 2019 ist er Aufsichtsratsvorsitzender von Vitesco, für die 2023 ein Übernahmeversuch von Schaeffler bekannt wurde.
Am 10. Juni 2021 wurde der Vertragsabschluss zum Verkauf der Lkw-Fabrik von MAN in Steyr an Siegfried Wolfs WSA Beteiligungs GmbH (WSA) bekannt.
Nach der russischen Invasion in der Ukraine gab Wolf seinen bereits bestehenden Plan bekannt, aus dem Aufsichtsrat der Sberbank Europe AG zurückzutreten. Über seine Absicht, sein Aufsichtsratsmandat zurückzulegen, habe er die Europäische Zentralbank bereits vor Wochen informiert, teilte Wolf-Sprecher Josef Kalina mit.
In Reaktion auf einen Handelsblatt-Bericht ließ Wolf ausrichten, dass er bereits vor mehr als drei Jahren alle Funktionen bei Russian Machines zurückgelegt habe. Er verwies darauf, dass er auch „davor niemals im militärischen Bereich tätig gewesen“ sei. Der Eigentümer von 'Russian Machines', Milliardär Oleg Deripaska, sprach sich gegen den Kreml aus und schrieb, dass der Frieden „sehr wichtig“ sei. „Die Verhandlungen müssen so schnell wie möglich beginnen.“

#### Rolle in der russischen Automobilindustrie
Volkswagen verkaufte laut Spiegel-Angaben sein Russlandgeschäft samt Produktionsstätten 2022 an die Prom Awto Konsalt LLC, dessen Eigentümer Wolf ist. Ende 2022 ging die Schaeffler-Gruppe, deren Aufsichtsratsmitglied Siegfried Wolf ist, eine dem gleichen Zweck angedachte Partnerschaft mit Prom Awto Konsalt ein.
Anfang April 2023 berichtete der Spiegel, Wolf habe als Aufsichtsratsmitglied der Porsche SE Wladimir Putin Unterstützung beim „Wiederaufbau der russischen Autoindustrie“ angeboten und um einen staatlichen Kredit gebeten. Demnach hätte die nach dem russischen Überfall auf die Ukraine zurückgefahrene Produktion von Marken der Volkswagen AG wieder aufgenommen und mit der GAZ-Gruppe ausgebaut werden sollen. Volkswagen bestritt jede Kenntnis des Vorgangs sowie den Medienberichten zufolge erfolgten Zuschlag an Prom Awto Konsalt.

## Rolle in der ÖVP-Korruptionsaffäre
Im Dezember 2021 wurde bekannt, dass bereits ab Juli 2021 gegen den vorherigen Kabinettschef im Finanzministerium und späteren Alleinvorstand der ÖBAG Thomas Schmid und weitere namentlich nicht genannte Personen seitens der österreichischen Wirtschafts- und Korruptionsstaatsanwaltschaft Ermittlungen wegen Bestechlichkeit beziehungsweise Bestechung stattfanden. Wolf sollen in diesem Zusammenhang rechtswidrig 629.941 Euro Steuerschulden erlassen worden sein. Eine zuständige Finanzbeamtin soll für ihre Mitwirkung befördert worden sein. Infolge kam es bei betreffender Finanzbeamtin durch die österreichische Wirtschafts- und Korruptionsstaatsanwaltschaft (WKSta) zu Durchsuchungen am Dienst- und Wohnsitz sowie bei Siegfried Wolf zu einer Sicherstellung des E-Mail-Postfaches. Im Privatanwesen der Finanzbeamtin wurden Steuerakten von Wolf aufgefunden. Im Zuge eines umfassenden Geständnisses soll Schmid im Sommer 2022 erklärt haben, dass die von der Staatsanwaltschaft zusammengetragene Darstellung im Akt zutreffe.
In diesem Zusammenhang steht Wolf auf der Ladungsliste der Auskunftspersonen des Untersuchungsausschusses zur ÖVP-Korruptionsaffäre.
Im Zuge der Medienberichterstattung rund um die Ermittlungen wurde weiters bekannt, dass Siegfried Wolfs Handy bereits im Zuge der Ermittlungen zur Eurofighter-Affäre sichergestellt worden war.

## Auszeichnungen und Ehrungen
2000 erhielt Wolf das Große Silberne Ehrenzeichen für Verdienste um die Republik Österreich.
Im Jänner 2008 wurde Wolf mit dem Goldenen Ehrenzeichen für Verdienste um das Land Wien ausgezeichnet, im August 2008 mit dem Berufstitel Kommerzialrat und am 24. September 2009 wurde er Ehrenprofessor der Technischen Universität Graz.

## Familie
Siegfried Wolf ist verheiratet und Vater zweier Töchter.